# 川崎市立川崎病院
川崎市立川崎病院（かわさきしりつかわさきびょういん）とは、神奈川県川崎市川崎区にある医療機関。
川崎市病院事業の設置等に関する条例（昭和41年12月19日条例第42号）に基づき設置された川崎市の市立病院である。
市立病院としては大規模で、病床数713床は大学病院クラスである。
地域の基幹病院として急性期医療や、災害時医療などを担う。感染症の予防及び感染症の患者に対する医療に関する法律に基づく第二種感染症指定医療機関に指定されている。また、慶應義塾大学病院の関連病院である。

## 沿革
- 1936年（昭和11年） - 伝染病院として川崎市立病院を開設する。
- 1938年（昭和13年） - 「川崎市立新川病院」と改称する。
- 1945年（昭和20年） - 総合病院となる。「川崎市立川崎病院」と改称する。
- 1968年（昭和43年） - 臨床研修病院に指定される。
- 1981年（昭和56年） - 病床数を変更する。（683床、伝染50床）
- 2001年（平成13年） - 新病院が完成する。それに合せて同年4月2日に川崎市交通局、川崎鶴見臨港バスによるワンコインバスの運行がスタートする。（いずれもノンステップバスによる運行。）
- 2002年（平成14年） - 川崎市南部小児急病センターを開設する。
- 2005年（平成17年） - 地方公営企業法全部適用。
- 2006年（平成18年） - 財団法人日本医療機能評価機構の認定病院となる。
- 2006年（平成18年） - 川崎市立川崎病院救命救急センターを開設する。
- 2012年（平成24年） - 病床数を713床に減床する。

## 診療科
- 総合診療科
- 内科（腎臓内科・糖尿病・内分泌内科・血液内科）
- 呼吸器内科
- 消化器内科
- 循環器内科
- リウマチ膠原病・痛風センター
- 感染症内科
- 精神・神経科
- 神経内科
- 小児科
- 外科
- 脳神経外科
- 整形外科
- 形成外科
- 呼吸器外科
- 心臓血管外科
- 皮膚科
- 泌尿器科
- 産科
- 婦人科
- 眼科
- 耳鼻咽喉科
- リハビリテーション科
- 放射線科
- 麻酔科
- 歯科口腔外科
- 救急科

## 医療機関の指定等
- 保険医療機関
- 救急告示医療機関
- 労災保険指定医療機関
- 指定自立支援医療機関（精神通院医療）
- 精神保健及び精神障害者福祉に関する法律に基づく指定病院・応急入院指定病院
- 精神保健指定医の配置されている医療機関
- 生活保護法指定医療機関
- 原子爆弾被爆者一般疾病医療取扱医療機関
- 第二種感染症指定医療機関
- 母体保護法指定医の配置されている医療機関
- 災害拠点病院
- 小児救急医療拠点病院
- 救命救急センター
- 臨床研修指定病院
- エイズ治療拠点病院
- 地域医療支援病院

## 交通アクセス
- 川崎駅・京急川崎駅から徒歩約15分。
- 川崎駅から直通ワンコインバス（川崎病院線、大人・小児とも100円）7-8分。平日7:40 - 18:00運行[1]。
- 川崎市バス 教育文化会館前停留所から徒歩約5分。
- 川崎鶴見臨港バス さつき橋停留所から徒歩約3分。